# Josiah Harmar
Josiah Harmar, ameriški general, * 10. november 1753, Filadelfija, Pensilvanija, † 20. avgust 1813, Filadelfija.